# Mo i Rana
Mo i Rana (sydsamiska, umesamiska: Måhvie, nordsamiska: Muoffie), lokalt ofta Mo, är en tätort och stad som utgör centralort i Rana kommun i Nordland fylke i norra Norge.
Orten är känd för racerbanan Arctic Circle Raceway. Europaväg 12 mot Helsingfors via Umeå/Holmsund och Vasa har sin start- och slutpunkt i Mo i Rana. Den så kallade blå vägen passerar också orten.

## Bilder

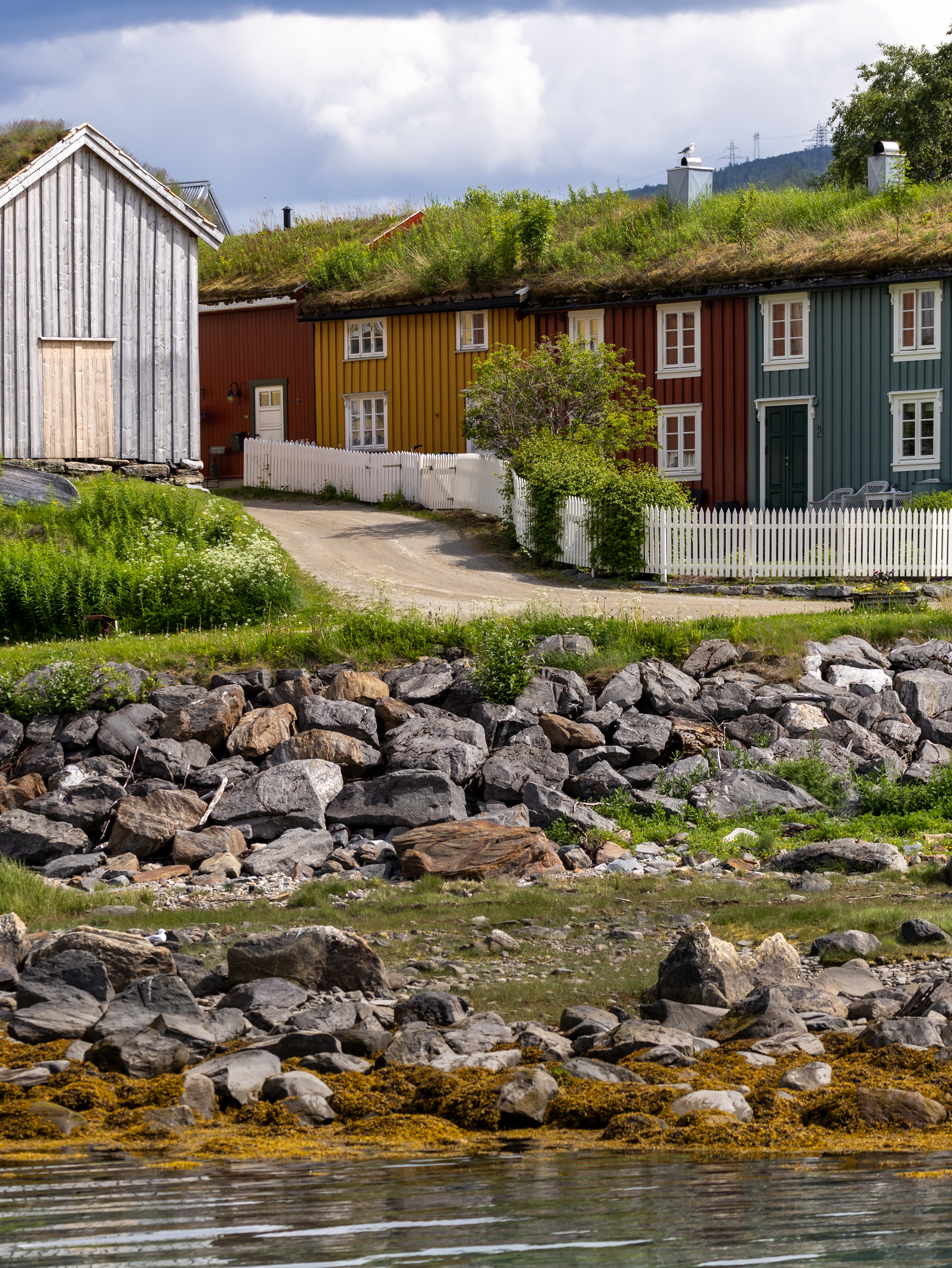
Moholmen, ortens äldsta stadsdel, har fortfarande kvar en del av den ursprungliga bebyggelsen.
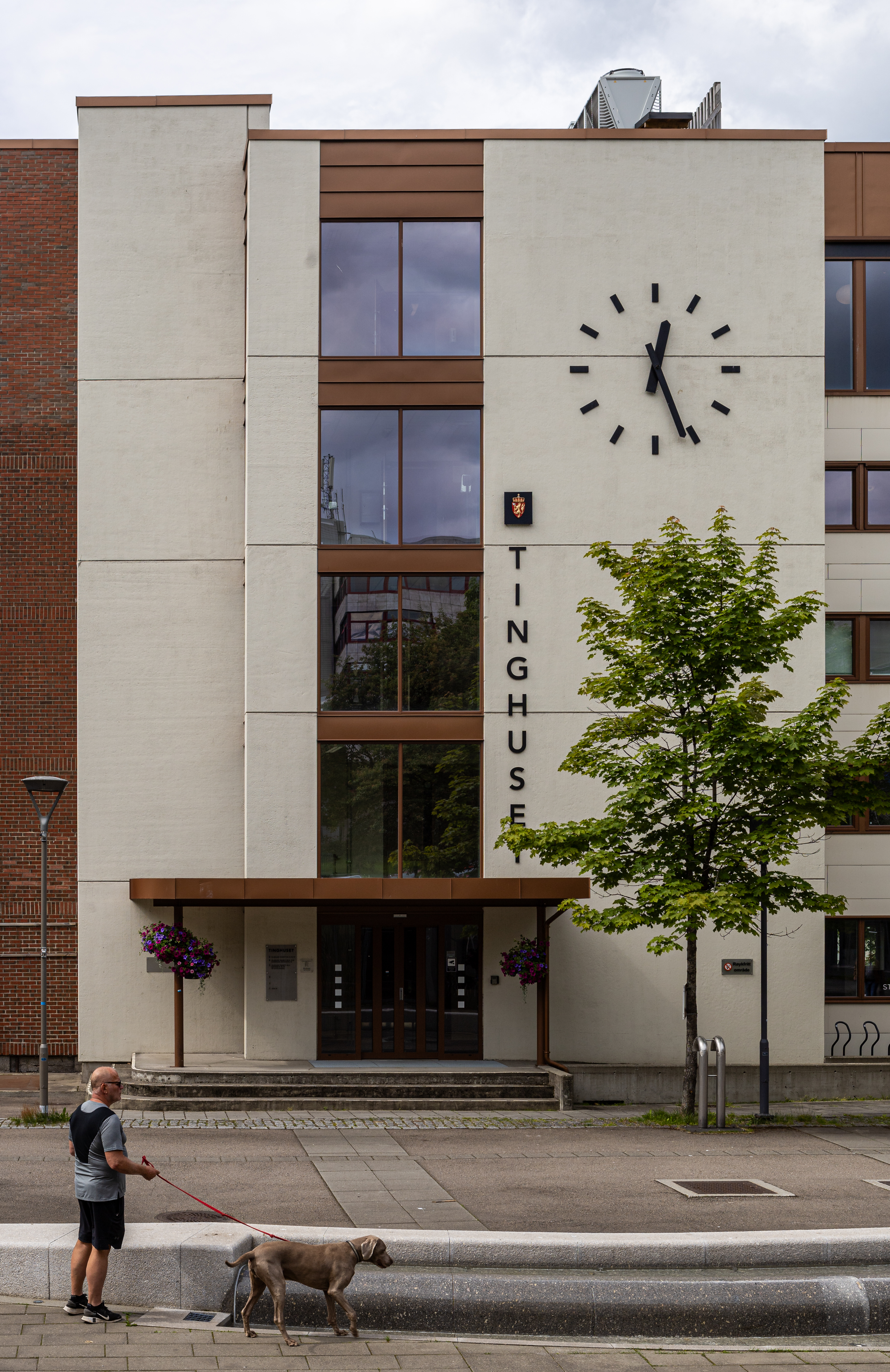
Tingshuset i centrum.
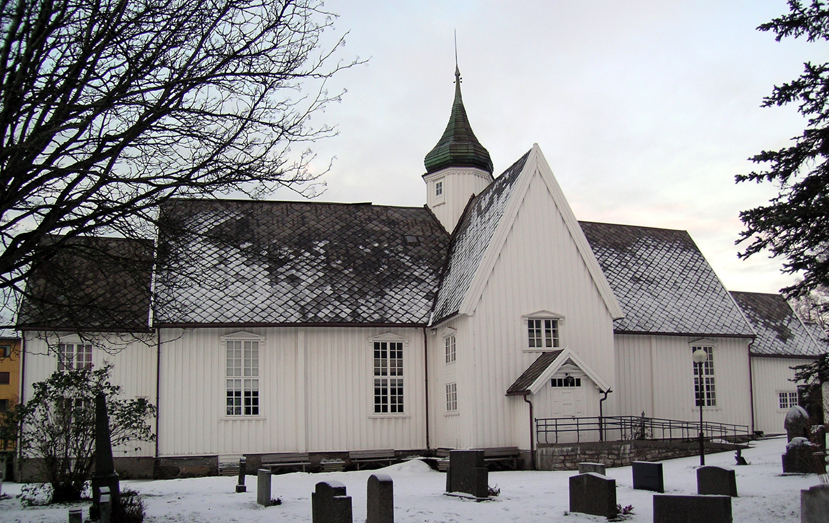
Mo kirke.